# Spiruroides erinacei
Spiruroides erinacei ist eine Art der Spulwürmer und einziger Vertreter der Gattung Spiruroides. Sie ist ein Parasit im Magen beim Braunbrustigel.

## Merkmale
Um die Mundöffnung sind sechs Papillen angeordnet. Die kleine, annähernd runde Mundhöhle ist am Boden mit drei Zähnen besetzt. Der Ösophagus hat im hinteren Drittel eine deutliche Einziehung und einen hinteren Bulbus, allerdings ohne Klappen. Der Nervenring liegt vor dem Ösopahgus.
Männchen sind etwa 4 mm lang und sehr schlank, an der dicksten Stelle 80 µm. Der Ösophagus ist 0,25 mm lang. Der Schwanz ist 0,18 mm lang. Die beiden Spicula sind gleich, etwa 0,11 mm lang und an der Spitze gegabelt. Das Gubernaculum ist etwa halb so lang. Das Ende trägt zwei schmale Kaudalflügel, ein Papillenpaar vor der Kloake, fünf Paare um diese und zwei Paare dahinter.
Weibchen sind 6,2 mm lang. Der Ösophagus ist 0,35 mm lang. Die Vulva liegt 2,6 mm hinter dem Vorderende. Das Geschlechtssystem ist paarig, beide Anteile liegen sich gegenüber. Der vordere Eierstock liegt dicht hinter dem Ösophagus, der hintere in ähnlichem Abstand zum Anus. Von ihnen ziehen beide Uteri zur Vulva. Die Eier sind 60 × 40 µm groß und bei Ablage im Morulastadium.